# Gwabegar
Gwabegar (ˈwɒbɨɡər / WOB -i-gər) ist eine Stadt im Nordwesten von New South Wales, Australien. Die Stadt liegt im lokalen Verwaltungsgebiet Narrabri Shire, 625 Kilometer nordwestlich der Landeshauptstadt Sydney. Beim Zensus 2021 hatte Gwabegar eine Bevölkerung von 124.
Die Stadt befindet sich im Zentrum des größten natürlich gewachsenen Zypressenwaldes (Schmuckzypressen) der südlichen Hemisphäre, dem Pilliga State Forest. Die Holzindustrie war mit zwölf Sägewerken einst die Hauptstütze der Wirtschaft der Stadt, nach deren Schließung verblieb die Landwirtschaft als Haupteinnahmequelle.
Das Postamt Goonanyah wurde am 15. August 1912 eröffnet und 1924 in Gwabegar umbenannt.
Gwabegar ist die historische Endstation der Bahnlinie Gwabegar railway line, die inzwischen nur noch bis Binnaway führt. Der jetzt geschlossene Bahnhof eröffnete 1923. Die ehemalige nächste Station in Richtung Wallerawang war Merebene.